# Шомон ла Вил
Шомон ла Вил (фр. Chaumont-la-Ville) насеље је и општина у североисточној Француској у региону Шампањ-Арден, у департману Горња Марна која припада префектури Шомон.
По подацима из 2011. године у општини је живело 122 становника, а густина насељености је износила 10,87 становника/km². Општина се простире на површини од 11,22 km². Налази се на средњој надморској висини од 350 метара.

## Демографија
| 1962. | 1968. | 1975. | 1982. | 1990. | 1999. | 2011. |
| ----- | ----- | ----- | ----- | ----- | ----- | ----- |
| 185   | 159   | 157   | 143   | 132   | 112   | 122   |

График промене броја становника у току последњих година